# میل (اخترشناسی)

کروی سماوی، مکان میل مشخص شده است

مِیل (به انگلیسی: Declination)، که به اختصار: dec نیز نامیده و با نماد: δ نشان داده می‌شود، یکی از دو مختصه‌ای است که معادلِ آسمانی عرض جغرافیایی است و برای سنجش موقعیت اجرام در کرهٔ آسمان استفاده و نسبت به استوای آسمان اندازه‌گیری می‌شود.
میل به کوچک‌ترین زاویه بین یک شیء معین و استوای سماوی گفته می‌شود.
از °۹۰- تا °۹۰+ تغییر می‌کند و اگر جسمی در نیم‌کرهٔ شمالی سماوی و در میل خاصی باشد، حداکثر در متمم عرض جغرافیایی معادل آن و جنوبی دیده خواهد شد و برعکس مثلاً میل ستارهٔ شباهنگ °۱۶- است، پس در عرض‌های جغرافیای بالاتر از °۷۴+ دیده نخواهد شد.